# 5753 Yoshidatadahiko
5753 Yoshidatadahiko este un asteroid din centura principală de asteroizi.

## Descriere
5753 Yoshidatadahiko este un asteroid din centura principală de asteroizi. A fost descoperit pe 4 martie 1992 la Kitami de Kin Endate și Kazuro Watanabe. Asteroidul prezintă o orbită caracterizată de o semiaxă mare de 2,27 ua, o excentricitate de 0,16 și o înclinație de 8,6° în raport cu ecliptica.